# Koninklijk Paleis (Messina)

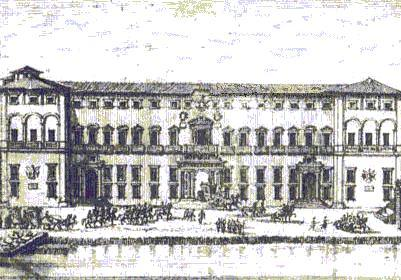
Voormalig koninklijk paleis in Messina, Sicilië. Zicht vanuit de haven.

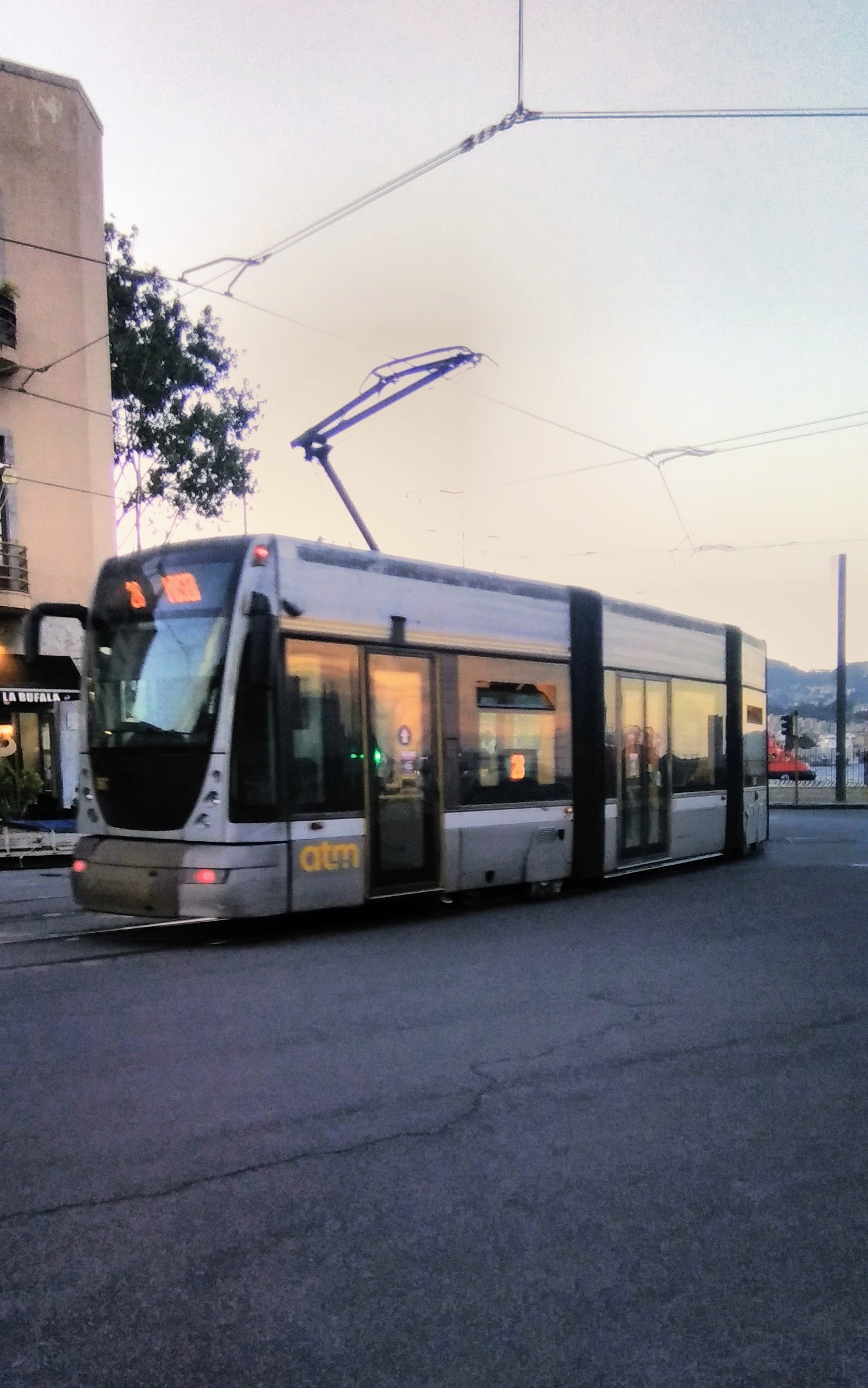
Tram aan de haven van Messina

Het Koninklijk Paleis in Messina, Sicilië, bestond in verschillende vormen van de 10e eeuw tot 1908. Het paleis aan de haven stond daar waar het schiereiland aanhecht aan het land. Vanuit het paleis was de ganse haven zichtbaar als een soort binnenmeer.
Het was een koninklijke residentie voor de koningen van Sicilië van het Huis Hauteville en van het Huis Hohenstaufen. Frederik II was de laatste koning van Sicilië die er woonde. Na hem was het de residentie van de Spaanse onderkoningen, in de periode dat het koninkrijk Sicilië deel was van het Spaanse Rijk. De onderkoningen in de 16e eeuw bouwden het uit tot zijn grootste dimensies. 
Het douanekantoor van de haven was er gevestigd vanaf 1826 ten tijde van het koninkrijk der Beide Siciliën tot 1908 ten tijde van het koninkrijk Italië. De naam was Palazzo della Dogana.
Van het paleis blijft niets over. De tramhalte Palazzo Reale op deze plek herinnert nog aan wat ooit het grootste gebouw van Messina was.

## Historiek

### Middeleeuwen

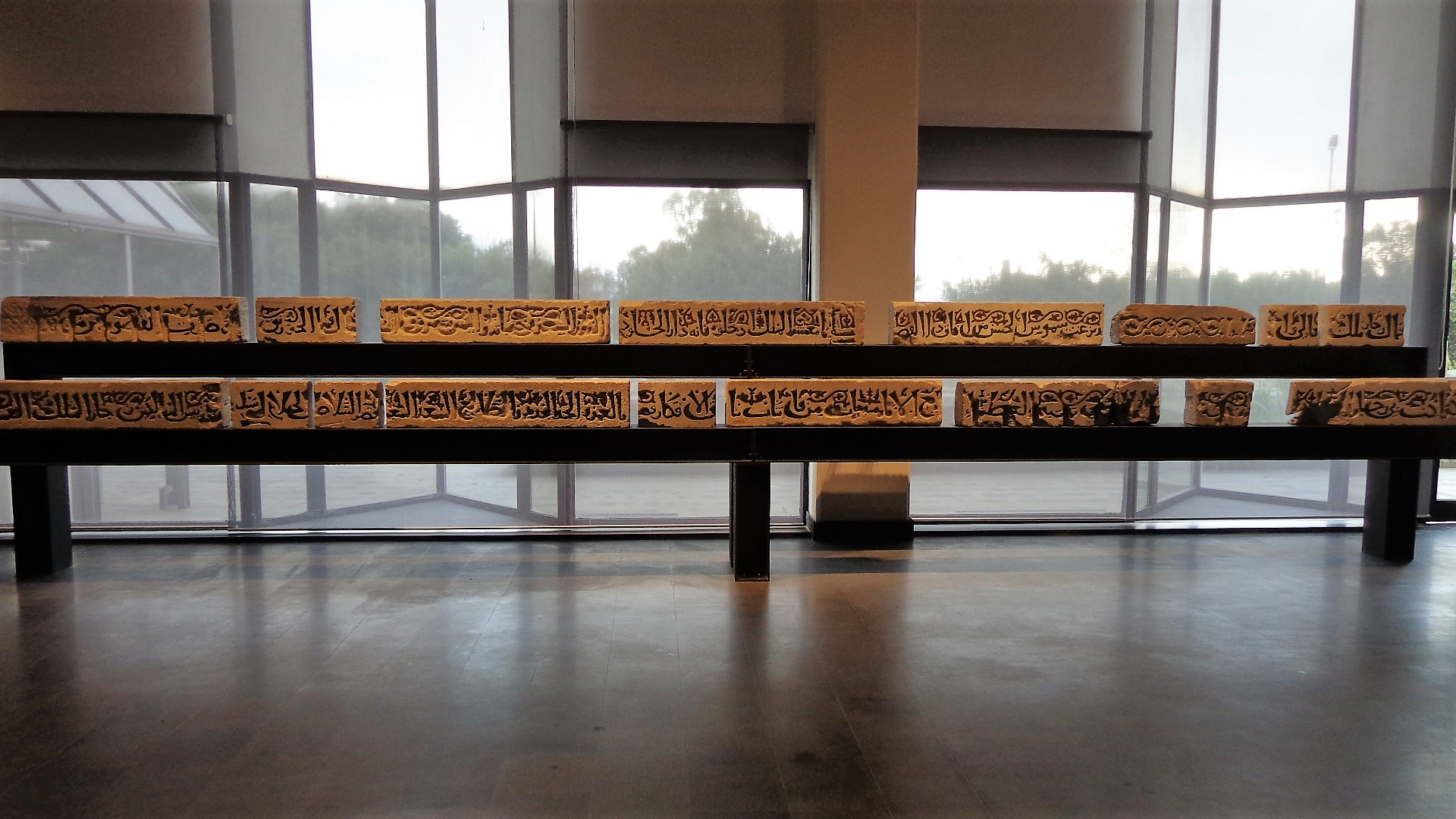
Arabische inscripties uit het fort

Tijdens het Arabische bestuur van Sicilië, toen genoemd het emiraat Sicilië, bestond er een fort op die plek (10e eeuw). Vanuit het fort waren alle havenactiviteiten te observeren. In het Museo regionale di Messina zijn er stenen bewaard met Arabische opschriften afkomstig van dit fort.
Na de Normandische invasie in Zuid-Italië wenste grootgraaf Rogier I, ook bekend als Rogier de Hauteville, de ruïne te herbouwen tot een fort. De Tempeliers bouwden vlak ernaast een hospitium. Rogiers opvolger Rogier II verhuisde zijn residentie van Messina naar Palermo; dit was het begin van een lange strijd tussen Palermo en Messina voor de status van hoofdstad van Sicilië. De vorsten van het Huis Hauteville of hun familie woonden er in periodes. In 1184 spoelde Ibn Giubayr Abû al-Husayn ibn Ahmad al-Kinânî aan na een schipbreuk, kortweg Kinânî genoemd. Deze islamitische dichter en notabele uit Valencia, Spanje, keerde terug van een pelgrimstocht naar het Heilige Land en Mekka. Kinânî beschreef het fort als een 'witte duif die over de haven keek'. De koninklijke volière in de kasteeltuin trok ook zijn aandacht. In 1190 reisde Roger van Hoveden van Yorkshire naar het Heilig Land. Hij gaf eveneens een beschrijving van het koninklijk kasteel in Messina. Hij vermeldde dat koning Filips II Augustus van Frankrijk, de Engelse koning Richard Leeuwenhart op kruistocht vervoegde. Filips II verbleef in het kasteel, op weg naar de Derde Kruistocht.
Keizer Frederik II van Hohenstaufen, die tevens koning van Sicilië was (13e eeuw) richtte het fort in tot een paleis. Frederik II was de laatste vorst van Sicilië die er woonde. Dankzij Frederik II kreeg de stad Messina aanzienlijke autonomie zodat het een quasi onafhankelijke stadsstaat was binnen het koninkrijk Sicilië. Dit leidde tot economische expansie. Tijdens de begrafenis van zijn opvolger, Koenraad IV van Hohenstaufen, brak er brand uit in het paleis. Koning Manfred van Hohenstaufen liet de schade herstellen. Het koninklijk paleis was, gezien de autonomie van Messina, een residentie geworden van de plaatsvervanger van de vorst.
Tijdens de Siciliaanse Vespers, een opstand tegen het Franse Huis Anjou-Sicilië, werd er in en rond het koninklijk paleis gevochten (eind 13e eeuw).

### Nieuwe Tijd

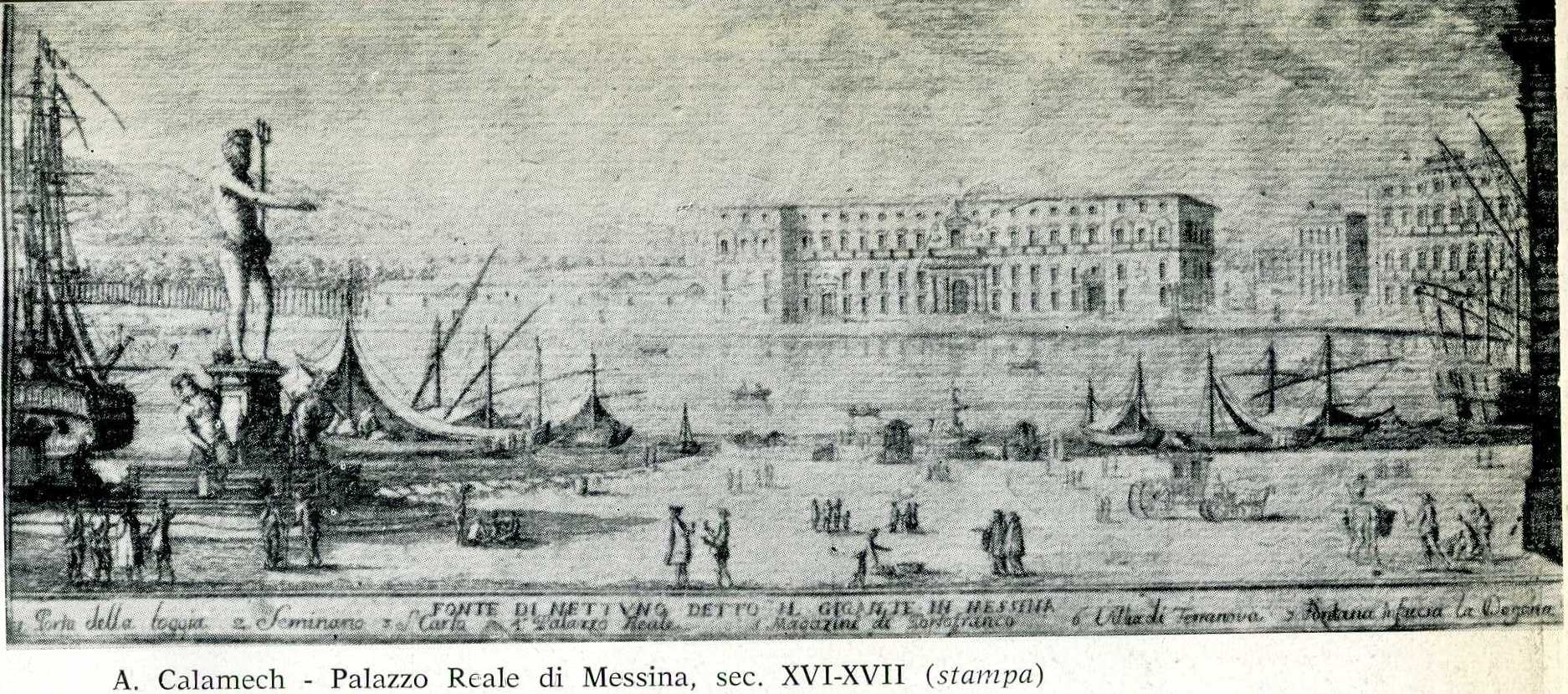
Zicht van de overzijde van de haven (17e eeuw)

De grootste uitbouw gebeurde tijdens het Spaans bestuur in de 16e eeuw. De opeenvolgende Spaanse onderkoningen van Sicilië bouwden het paleis tot een monumentale residentie, met zicht op de haven. Het gebouw kreeg balkons, sierbogen en marmeren vloeren. Er kwamen zes torens, drie aan de havenkant en drie aan de achterzijde. De hoofdarchitect was Andrea Calamech uit Carrara, die de senaat van Messina aanstelde in het jaar 1563. Voor het paleis stond het standbeeld van don Juan van Oostenrijk, de Spaanse overwinnaar in de zeeslag bij Lepanto (1571). In 1585 was het gebouw klaar. In 1593 kwam er dankzij architect Fabrizio Mora uit Messina nog een verfraaiing bij aan de hoofdpoort; de vier torens op de vier hoeken kregen nog een loggia. Het middeleeuws kasteel was een renaissance-paleis geworden.
In 1674 braken er rellen uit tegen het Habsburgse bewind. Van 1674 tot 1678 was het paleis een trefpunt van de anti-Spaanse opstandelingen.
Een aardbeving bracht schade aan in 1693. 
In 1714 stelde de senaat van Messina stadsarchitect Filippo Juvarra (1678-1736) aan om herstelwerken uit te voeren. Dit vond plaats tijdens de regering van koning Victor Amadeus II van Sardinië van het Huis Savoye, die ook koning van Sicilië was. Juvara zorgde ervoor dat de paleistuin overliep naar het terras aan de achterzijde. Het paleis bezat een theater en een kapel. 
Een volgende aardbeving in 1743 bracht schade aan het paleis, doch dit werd snel hersteld. De hertog van Laviefuille leidde de werken.
Bij de aardbeving met epicentrum in Calabrië (1783) stortte de bovenverdieping in. Het gebouw was het voorwerp van een bouwkundig onderzoek door Schiantarelli in 1784. Het leegstaande gebouw geraakte in verval.

### Nieuwste Tijd

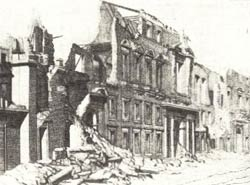
'Palazzo Reale' na de aardbeving van 1908

Voor koning Ferdinand III van Sicilië van het Huis Bourbon was het paleis nog voldoende in orde om te verhuren aan de grootprior van de Orde van Malta (1806). Het paleis van Messina hield hiermee op een vice-koninklijke residentie te zijn.
Vanaf 1826 werd het nog bruikbare deel van het paleis toegewezen aan de douane van de haven; de rest werd gesloopt. De Regia Dogana of de Koninklijke Douane van de Beide Siciliën had er kantoor. De naam werd Palazzo della Dogana. Tijdens de anti-Bourbon opstand en de installatie van het afgescheurde koninkrijk Sicilië (1848-1849) werd het paleis beschadigd, zowel tijdens gevechten als daarbuiten. Bepaalde delen stonden op instorten. In 1850 werd het gebouw ontmanteld. Er restte niet veel douaneactiviteit meer in dit paleis. 
In 1880, ten tijde van het koninkrijk Italië na de eenmaking van Italië, werd het douanekantoor alsnog ten dele opgebouwd. Aan de ingang stond een beeld van Mercurius, de Romeinse god van de handel (1880). De stijl was liberty, met versieringen met zeemonsters.
Tijdens de zware aardbeving in Messina (1908) ging ook dit tegen de vlakte. Wat nog overeind stond, werd definitief gesloopt. De stenen werden gebruikt om elders in Messina gebouwen op te trekken (1914). De genietroepen van het koninklijk leger hielpen hierbij.